# Eugene S. Gaffney
Eugene S. Gaffney es un paleontólogo estadounidense y una autoridad líder en la morfología y la historia evolutiva de las tortugas.

## Biografía
Gaffney se graduó de la Universidad Estatal de Rutgers en 1965 y recibió su doctorado en 1969 con una tesis sobre "La baenoidea norteamericana y la dicotomía Cryptodire-Pleurodire" de la Universidad de Columbia, donde también enseñó como profesor adjunto durante la mayor parte de su carrera. Fue contratado como curador de reptiles fósiles, anfibios y aves en 1970 en el Departamento de Paleontología de Vertebrados del Museo Americano de Historia Natural. Comenzó con el rango de Asistente de Curador en 1970, fue ascendido a Curador Asociado en 1973 y a Curador en 1980. Se retiró en 2007 como Curador Emérito. Es autor de más de 100 publicaciones sobre sistemática y filogenia de las tortugas.
El Dr. Gaffney fue pionero en el uso de cladística en la investigación de tortugas. Ha realizado trabajos de campo en Canadá y Estados Unidos, Europa central, África meridional, China, Argentina, Brasil y especialmente Australia, donde ha estudiado la evolución de la Meiolania, la tortuga cornuda gigante.

## Reconocimientos
El Simposio Gaffney Turtle sobre tortugas fósiles se llevó a cabo en su honor en el Museo Royal Tyrrell en Drumheller, Alberta, Canadá, en 2009. El simposio resultó en una publicación que contenía varios artículos en campos asociados con Gaffney como así como dos biografías y una bibliografía completa de Gaffney.
Varias especies de tortugas fósiles, incluyendo la tortuga marina protostegidae, Santanachelys gaffneyi, Gaffneylania auricularis, y la Macrobaenidae Aurorachelys gaffneyi también han sido nombradas en su honor.

## Publicaciones seleccionadas
- Brinkman, D.B., Holroyd, P.A., Gardner, J.D. (2012).(editors) "Morphology and Evolution of Turtles: Proceedings of the Gaffney Turtle Symposium 2009". Springer Dordrecht, 577 pp.
- Gaffney, E,S. (1972). The systematics of the North American family Baenidae (Reptilia, Cryptodira). Bulletin of the American Museum of Natural History, 147: 241-320.
- Gaffney, E. S. (1975). A phylogeny and classification of the higher categories of turtles. Bulletin of the American Museum of Natural History 155(5): 389-436. on-line
- Gaffney, E. S. (1979). The Jurassic turtles of North America. Bulletin of the American Museum of Natural History 162 (3): 91-136.
- Gaffney, E. S. (1979). An introduction to the logic of phylogeny reconstruction. In J. Cracraft and N. Eldredge (editors), Phylogenetic analysis and paleontology: 79-111. New York: Columbia University Press.
- Gaffney, E. S. (1980). Phylogenetic relationships of the major groups of amniotes. In A. L. Panchen (editor), The terrestrial environment and the origin of land vertebrates: 593-610. London, New York: Academic Press.
- Gaffney, E. S., & P. A. Meylan. (1988). A phylogeny of turtles. In M. J. Benton, (editor), The phylogeny and classification of tetrapods: 157-219. Oxford: Clarendon Press.
- Gaffney, E. S. (1990). Dinosaurs A Golden Guide. Western Publishing Company, Inc. 160 pp.
- Norell, M. A., Gaffney, E. S., & Dingus, L. (1995). Discovering Dinosaurs in the American Museum of Natural History. Alfred A. Knopf, 204 pp.
- Gaffney, E. S. (1996) The postcranial morphology of Meiolania platyceps and a review of the Meiolaniidae. Bulletin of the American Museum of Natural History; no. 229 on-line
- Gaffney, E. S., Tong, H., & Meylan, P. A.  (2006) Evolution of the side-necked turtles : the families Bothremydidae, Euraxemydidae, and Araripemydidae. Bulletin of the American Museum of Natural History, no. 300 on-line